# Diffusione (editoria)

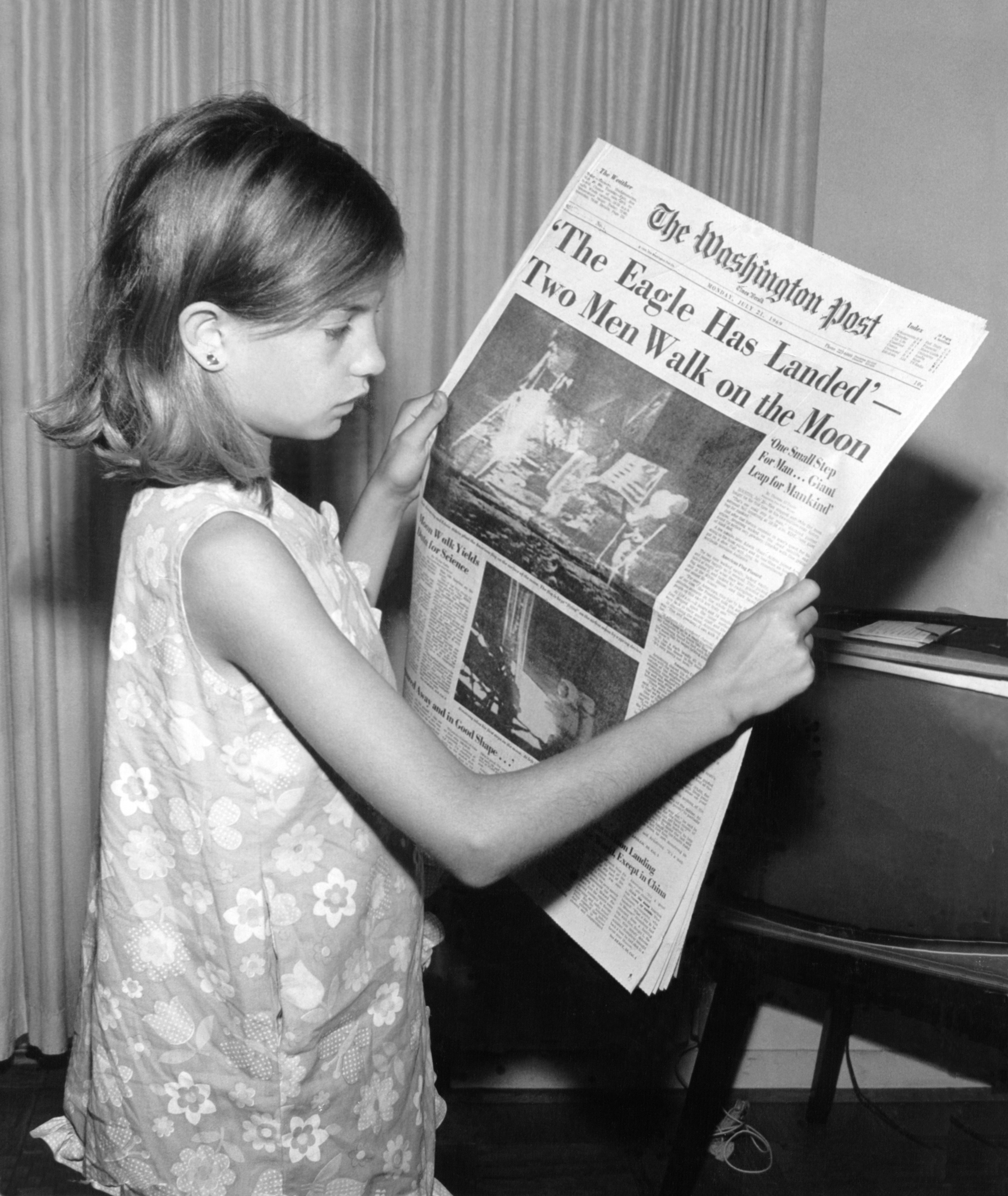
Una bimba che legge una copia del Washington Post con la notizia dello Sbarco sulla luna del 21 luglio 1969.

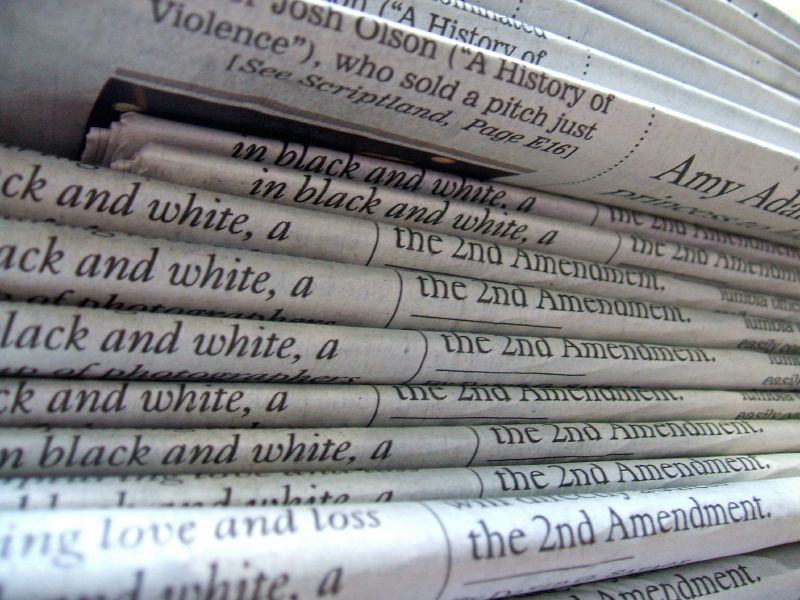
Una pila di copie di un giornale

In editoria si definisce diffusione il numero di copie di una pubblicazione consegnate ai lettori. Si calcola sottraendo alla tiratura (il numero di copie stampate a eccezione degli scarti) la resa, cioè le copie non distribuite.
A livello internazionale è l'International Federation of Audit Bureaux of Circulations (IFABC) che coordina i vari enti nazionali che si occupano di certificare la diffusione della stampa periodica.

## Descrizione
La diffusione, come già detto, è il numero di copie di una pubblicazione consegnate ai lettori. Non tutte le copie devono essere state pagate, perché una parte potrebbero essere state vendute in blocco o tramite coupon gratuiti. Vi sono poi anche giornali che vengono diffusi gratuitamente. Questo dato statistico è molto importante per chi opera nel mercato pubblicitario, per selezionare il miglior tipo di clientela e il pubblico più ampio raggiungibile per una certa campagna pubblicitaria su un quotidiano o su un periodico.

## Diffusione della stampa periodica nel mondo

### Italia

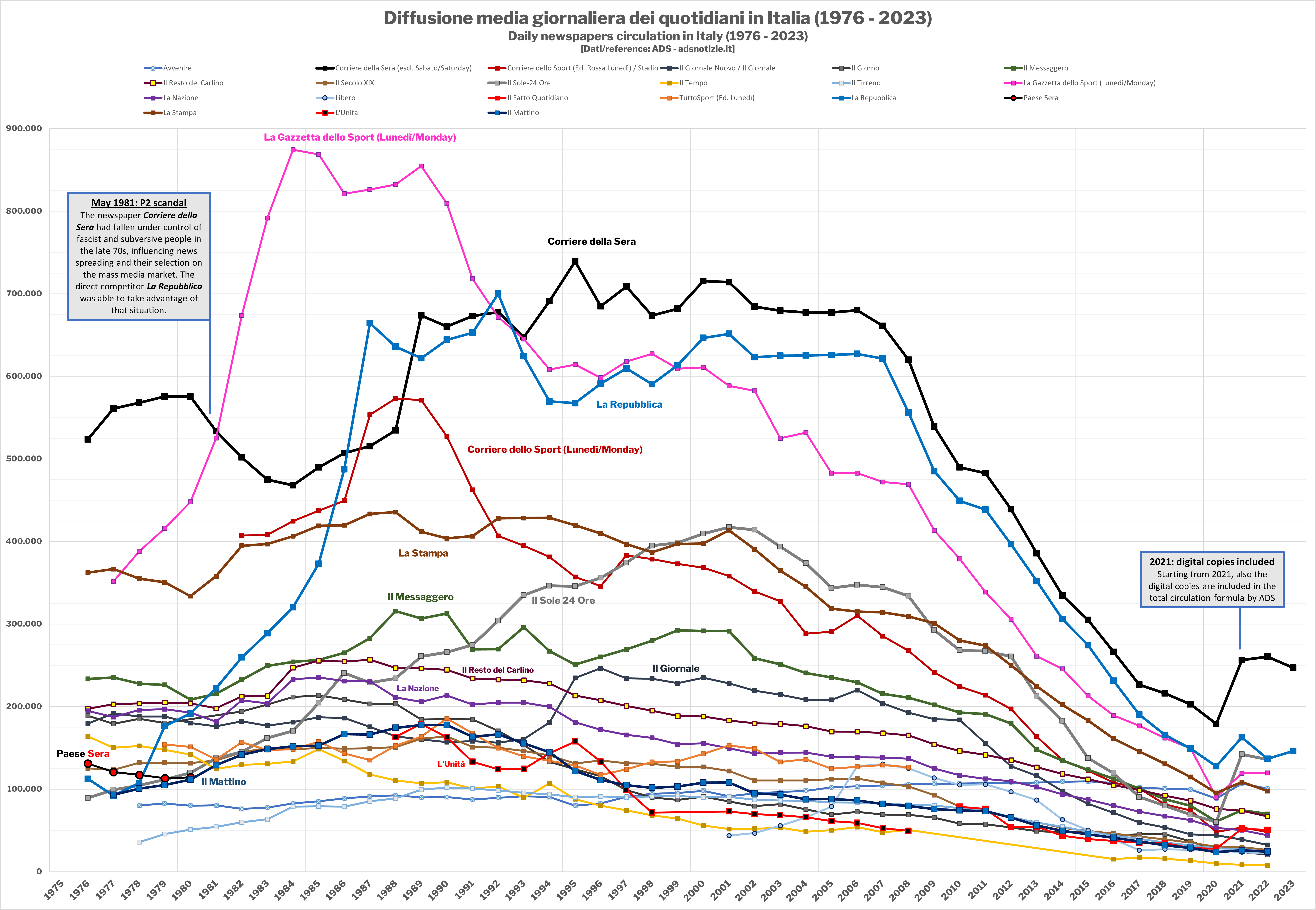
Diffusione quotidiani italiani (1976-2020), dati ADS

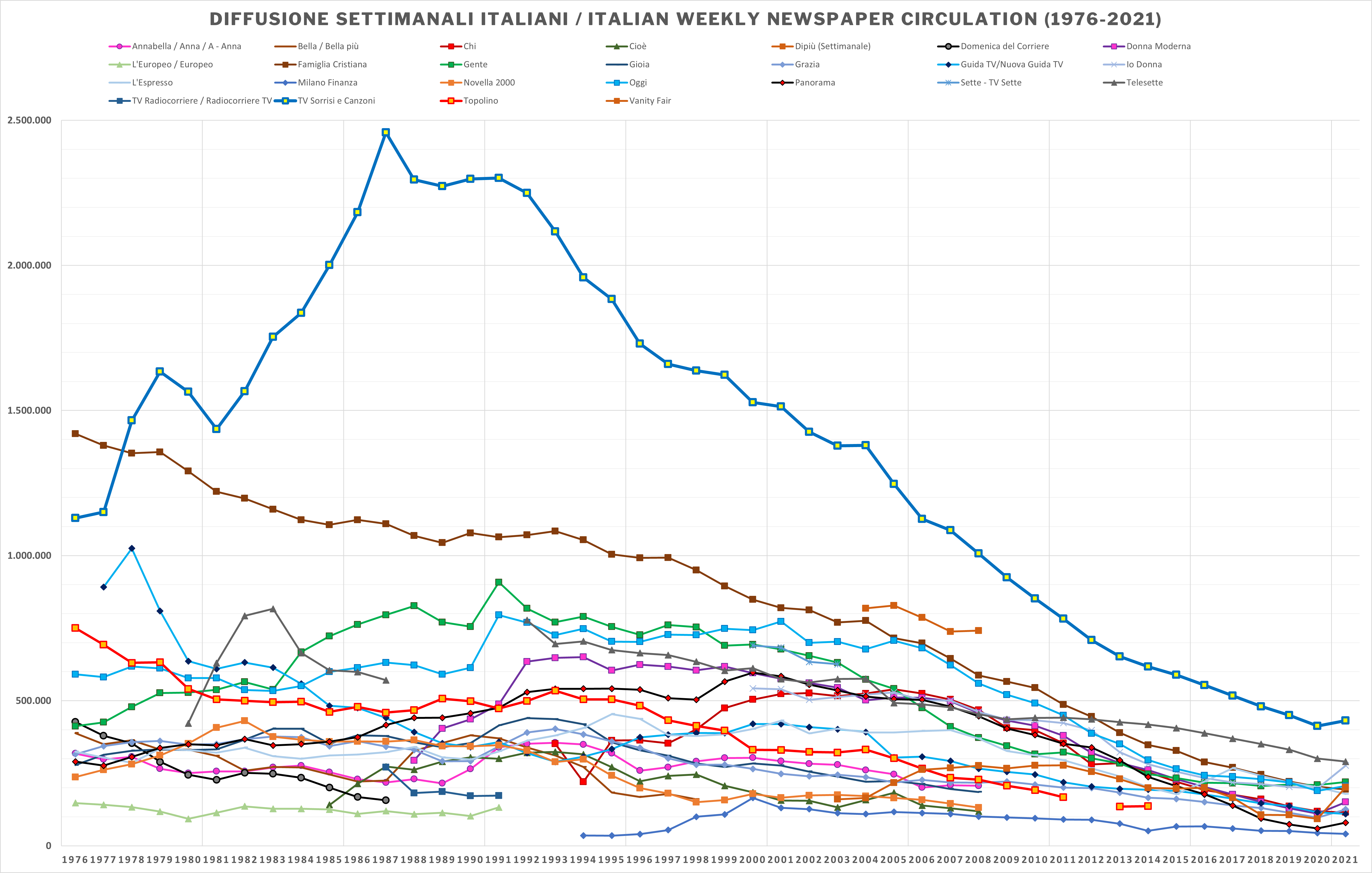
Diffusione settimanali italiani (1976-2020), dati ADS

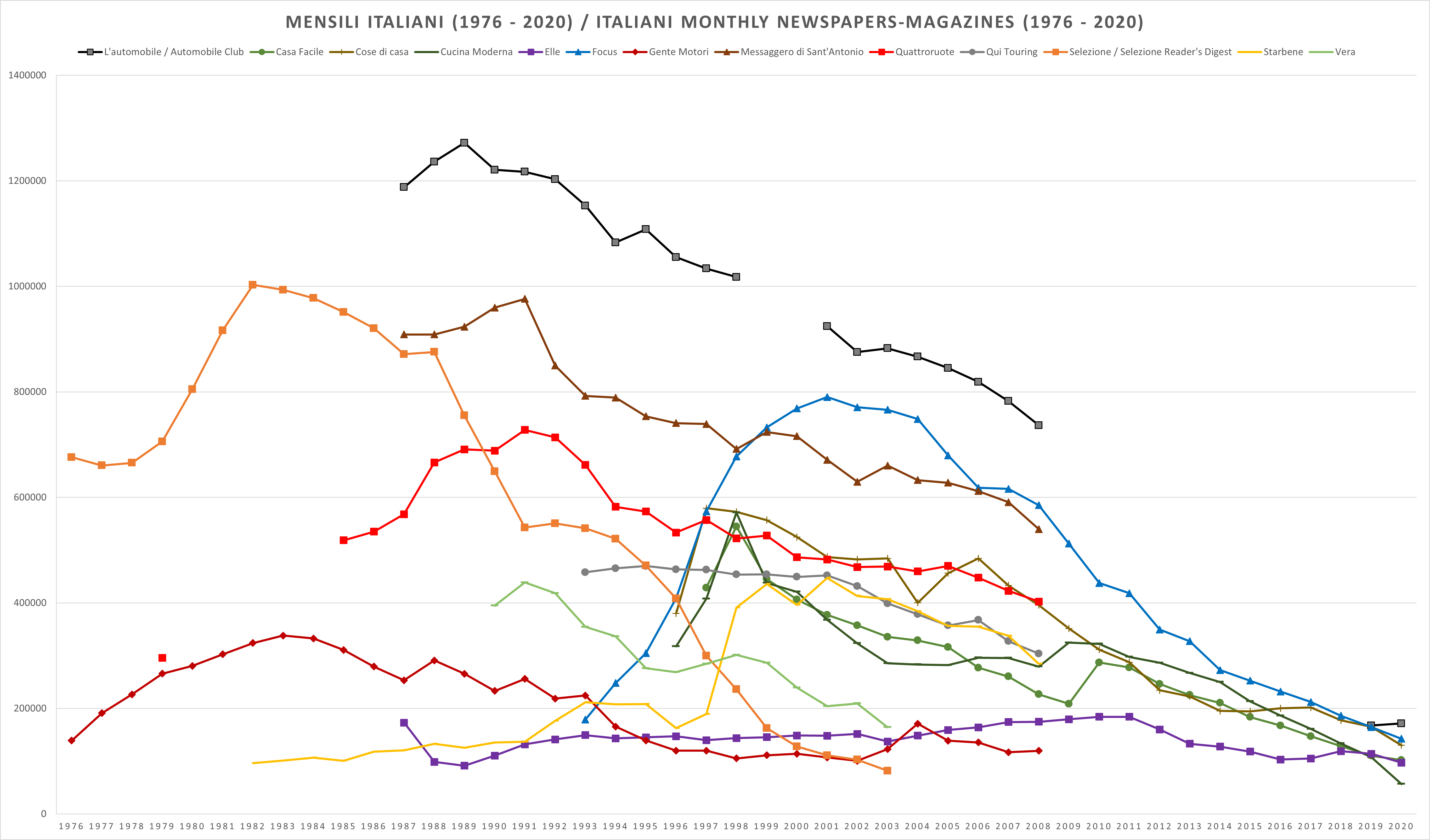
Diffusione mensili italiani (1976-2020), dati ADS.

Diffusione giornaliera de La Stampa al 1988, anno di maggiori vendite (dati ADS). Si nota la netta prevalenza del Piemonte e della Valle d'Aosta su tutte le altre regioni, con rapporti di vendite pro-capite addirittura anche di 200:1. Buona parte dei quotidiani nazionali italiani hanno spesso avuto una netta diffusione solo locale.

In Italia l'ente che certifica la diffusione della stampa periodica è Accertamenti diffusione stampa (ADS, fondata nel 1975), che dal 2000 ha modificato leggermente la definizione di "resa" e dal gennaio 2013 comprende anche la vendita delle edizioni digitali. In base ai dati pubblicati dall'ente, il periodo d'oro della stampa periodica in Italia è stata la seconda metà degli anni '80, per poi stabilizzarsi su livelli lievemente inferiori fino a metà anni 2000, per poi infine cominciare a crollare repentinamente dal 2008.
I principali giornali italiani per diffusione sono storicamente il Corriere della Sera (Milano) e La Stampa (Torino), mentre a partire dalla prima metà degli anni 1980 è assurta anche la Repubblica come importante giornale nazionale.

#### Definizioni elaborate da ADS
La diffusione è suddivisa in:
- diffusione a pagamento: le copie vendute e inviate tramite abbonamenti a pagamento;
- vendita in blocco: le copie vendute cumulativamente a strutture pubbliche o private[6];
- abbonamenti da quota associativa: le copie inviate tramite gli abbonamenti riservati ai soci dell'attività editoriale;
- diffusione gratuita: le copie promozionali o in omaggio e quelle in abbonamento gratuito[6].

ADS ha definito le edizioni digitali come segue: «Per edizione digitale si intende una replica esatta e non riformattata dell'edizione cartacea in tutte le sue pagine, pubblicità inclusa, fruibile su diversi dispositivi digitali e distribuita elettronicamente come unità inscindibile ed esclusiva».

### Giappone
Il Giappone vanta una grande tradizione di enorme diffusione di giornali quotidiani, che derivano del suo enorme e vertiginoso sviluppo dopo la seconda guerra mondiale. I principali giornali giapponesi sono, infatti, anche quelli che hanno il record della maggiore diffusione a livello mondiale: lo Yomiuri Shinbun con circa 8 milioni di copie e l'Asahi Shinbun con 5.5 milioni di copie, al 2019.

### Stati Uniti d'America
Anche gli Stati Uniti sono un altro paese che si è distinto nel panorama per il suo giornalismo di qualità. L'ente statunitense che certifica la diffusione della stampa periodica è l'Alliance for Audited Media (o AAM).
Il periodo d'oro della stampa periodica statunitense fu negli anni '40, ma l'avvento prima della radio e poi della televisione iniziarono a far stagnare la percentuale della diffusione stessa. Fino agli anni '70 la diffusione in termini assoluti continuò ad aumentare grazie alla continua crescita della popolazione, ma dagli anni '90 anch'essa cominciò ad andare in declino, anche a causa dell'avvento di internet.
Nel corso degli anni vi sono stati svariati giornali in grado di vendere ciascuno diverse milioni di copie giornaliere, mentre al 2019 solo due giornali superavano il milione di copie vendute giornalmente: USA Today (con 1.6 milioni di copie giornaliere) e The Wall Street Journal (con un milione di copie). Altri due giornali storicamente importanti sono il The New York Times (con 483.000 copie) e il The Washington Post (254.000 copie).

Diffusione dei principali giornali britannici, dal 1956 al 2019.

### Regno Unito
Il paese anglosassone è stato pioniere della stampa periodica mondiale: già nell'Ottocento vi erano diversi giornali in grado di vendere un numero ragguardevole di copie. La diffusione in generale continuò a crescere fino alla metà del Novecento, quando raggiunse il picco, per poi cominciare a declinare.
Il quotidiano più letto è il The Sun (relativamente recente, fondato nel 1964, spesso ha usato titoli scandalistici e ad effetto per aumentare la sua circolazione, come nel famoso caso della copertura mediatica data alla Strage di Hillsborough), con 1.6 milioni di copie giornaliere vendute al gennaio 2017. Altri giornali importanti, sia storicamente che per la loro diffusione, sono il Daily Mirror, il Daily Mail, il The Guardian, il The Times e Metro (che però è gratuito).

### Francia
In Francia l'ente che si occupa di verificare la diffusione dei giornali è l'ACPM (Alliance pour les chiffres de la presse et des médias), ex OJD (Office de justification de la diffusion), dal 2015.
Nell'ambito della stampa periodica a pagamento, i principali quotidiani per diffusione sono, al 2021, il quotidiano regionale Ouest-France (629.215 copie in media) e i quotidiani nazionali Le Monde (445.894) e Le Figaro (347.052).
Il principale settimanale è TV Magazine, con 3.880.776 copie settimanali vendute in media nel 2021.

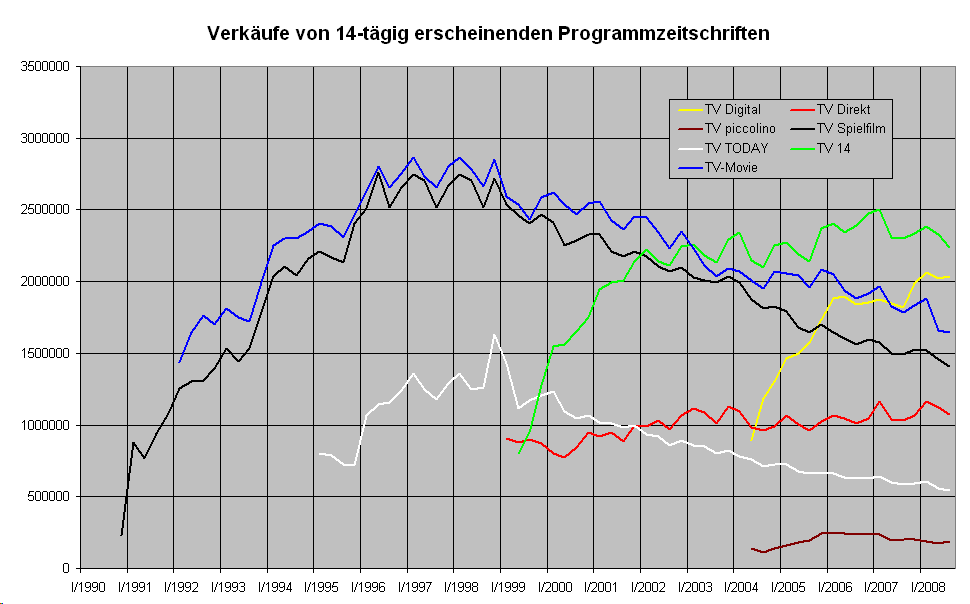
Diffusione dei magazine televisivi bisettimanali tedeschi (1990 - 2008).

### Germania
In Germania, il quotidiano più diffuso è il tabloid Bild (2.2 milioni di copie vendute ogni giorno, al 2015).

### India
Negli ultimi anni anche in India si sta affermando una certa industria giornalistica.
Il quotidiano più letto è il Dainik Bhaskar (con quasi 4 milioni di copie giornaliere al 2016) e ve ne sono diversi altri che superano abbondantemente anche le 2 milioni di copie.

### Brasile
In Brasile l'ente che si occupa di certificare la diffusione e la tiratura, anche digitale, della stampa periodica è l'Instituto Verificador de Comunicação (IVC).

### Svezia
In Svezia l'agenzia che si occupa della regolamentazione delle statistiche sull'editoria era storicamente la Tidningsstatistik AB (spesso abbreviata "TS"), recentemente inglobata nella Kantar Sifo.
I principali quotidiani nazionali svedesi hanno deciso negli ultimi anni di non farsi più monitorare a livello ufficiale. I principali quotidiani locali per diffusione giornaliera sono il Göteborgs-Posten (132.500 copie giornaliere, dati 2022) e il Sydsvenskan (85.900 copie, 2022).
Dal 1995 è nato in Svezia e si è diffuso in molte parti del mondo il quotidiano Metro, che per anni è stato il principale quotidiano gratuito al mondo. Tutte le edizioni cartacee europee hanno chiuso o sono state vendute ad altri editori nel corso degli anni 2010 (la versione svedese ha infine annunciato la chiusura nell'agosto 2019). Rimane ancora attivo in Sud America.
Particolarmente attivo risulta nel paese scandinavo anche il mercato dei podcast, che gode anche di una sua classifica apposita, con i podcast principali messi in onda settimanalmente dalla Sveriges Radio capaci di raggiungere anche il mezzo milione di ascoltatori.

## Diffusione digitale
Con l'avvento progressivo del web negli anni 1990, anche il modo di fare informazione ne è stato influenzato progressivamente sempre più, sia perché si è cominciato a poter vendere copie digitali delle stampe, sia perché sono stati messi a punto siti web capaci di offrire notizie e aggiornamenti continui.

### Vendite di copie digitali e tramite abbonamenti

#### Italia
Nel 2003 viene costituita l'Audiweb per il monitoraggio dell'andamento dell'editoria sul web. In Italia Accertamenti Diffusione Stampa (ADS) monitora specificatamente il mercato della diffusione digitale dal 2013. Al 2022 solo alcuni periodici hanno acquisito rilevanti quote in tale mercato: Il Sole 24 Ore, Corriere della Sera, La Repubblica, Il Fatto Quotidiano, Il manifesto, IO Donna e Sette. Tutti gli altri continuano a basarsi principalmente sulle singole copie vendute nelle edicole, poiché anche gli abbonamenti occupano una quota marginale (tranne che per i mensili).

### Visualizzazioni dei siti web di informazione
Parallelamente alla possibilità di vendere copie digitali dei periodici, le caratteristiche del web hanno permesso di sviluppare anche siti web ad aggiornamento costante, per cui sono nati anche strumenti per calcolare il numero di visitatori e il numero di pagine visitate ogni mese (le quali non corrispondono necessariamente agli utenti unici). Fino al 2022 il portale più rinomato per la classificazione del traffico dei siti web è stato Alexa (di Amazon), mentre attualmente SimilarWeb è il portale di maggiore affidabilità.
Molti siti web dei quotidiani, di qualsiasi nazione, così come quelli dei siti puramente online, riescono a fare decine di milioni di visualizzazioni mensili. I grandi siti d'informazione internazionale riescono a raggiungere, o addirittura superare, il centinaio di milioni.